# Varázstábor
A Varázstábor (eredeti cím: Magic Camp) 2020-ban bemutatott amerikai filmvígjáték, amelyet Mark Waters rendezett.
A forgatókönyvet Micah Fitzerman-Blue, Noah Harpster, Matt Spicer, Max Winkler, Dan Gregor, Doug Mand, Gabe Sachs és Jeff Judah írták. A producerei Jeff Judah, Gabe Sachs és Suzanne Todd. A főszerepekben Adam DeVine, Jeffrey Tambor, Gillian Jacobs, Nathaniel McIntyre és Cole Sand láthatók. A film zeneszerzője Rolfe Kent. A film gyártója a Walt Disney Pictures, a Gunn Films és a Team Todd, forgalmazója a Disney+.
Amerikában 2020. augusztus 14-én, míg Magyarországon a Disney+ mutatta be 2022. június 14-én.

## Cselekmény
Andy Tuckerman, korábbi mentorának és a mágikus tábor tulajdonosának, Roy Prestonnak a kérésére visszatér ifjúság táborába, remélve, hogy karrierje újból fellendül. Ehelyett inspirációt talál a rögtönzött bűvészekkel teli csoportjában.

## Szereplők
| Szereplő          | Színész            |
| ----------------- | ------------------ |
| Andy Tuckerman    | Adam DeVine        |
| Roy Preston       | Jeffrey Tambor     |
| Kristina Darkwood | Gillian Jacobs     |
| Theo              | Nathaniel McIntyre |
| Nathan            | Cole Sand          |
| Judd              | J.J. Totah         |
| Devin             | Aldis Hodge        |
| Zoe               | Rochelle Aytes     |
| Xerxes            | Desmond Chiam      |
| Ruth              | Isabella Crovetti  |
| Vera              | Izabella Alvarez   |
| Vic               | Hayden Crawford    |
| Janelle           | Bianca Grava       |
| Cameron           | Lonnie Chavis      |
| Tiszteletes       | Chauntal Lewis     |
| Lorraine          | Rosalind Chao      |
| Mrs. Jenkins      | Rebecca Metz       |
| Mr. Jenkins       | Tom Lommel         |
| Misty             | Krystal Joy Brown  |

## Gyártás
2016. november 2-án jelentették be, hogy a Walt Disney Pictures Adam DeVine és Jeffrey Tambor főszereplésében egy családi filmvígjáték készül Magic Camp néven, és amelyet Mark Waters rendez  Dan Gregor és Doug Mand forgatókönyvéből. DeVine Andy Tuckermant, a Magic Camp tanácsadóját fogja játszani, Tambor pedig Roy Prestonot, a mágikus tábor mentorát és tulajdonosát. Suzanne Todd készíti a filmet, míg Gabe Sachs és Jeff Judah végrehajtó producerként működik közre. Korábban arról számoltak be, hogy a forgatókönyv legújabb változatát Micah Fitzerman-Blue és Noah Harpster írta, a projektet Matt Spicer és Max Winkler fejlesztették ki. 2016. november 9-én bejelentették, hogy Gillian Jacobs Kristina Darkwoodot, Andy korábbi partnerét fogja alakítani. 2016. november 21-én Cole Sand-ot Nathannak, Theo legjobb barátjának (akit Nathaniel McIntyre fog játszani) választották ki. 2017. január 4-én bejelentették hogy Josie Totah Juddot fogja alakítani.
A film forgatása 2017. január 10-én kezdődött Los Angelesben és környékén.

## Bemutatás
A filmet eredetileg a Walt Disney Studios moziban akarta bemutatni 2018. április 6-án, de 2017. szeptember 12-én a filmet 2018. augusztus 3-ig elhalasztották. A mozis bemutatót végül eltörölték és a helyét a Barátom, Róbert Gida vette át. 2018 februárjára kiderült, hogy a filmet inkább Disney+-on jelenik meg. 2020. augusztus 14-én a film kizárólag a Disney+ oldalon jelent meg.